# Evermore
Evermore är ett svenskt power metal-band från Karlskrona, grundat 2016.

## Historik
Evermore har sin grund i bandet Euphoria, aktivt i början av 2000-talet. Gruppen bestod av ungdomsvännerna Johan Karlsson och Andreas Vikland. De båda fortsatte att spela och skriva musik ihop även efter att bandet splittrats, och 2016 beslöt de sig för att starta ett nytt band med inspiration i den musik de själva lyssnat på under sin uppväxt, däribland grupper som Helloween, Gamma Ray, Stratovarius och Hammerfall. Tre år senare anslöt sångaren Johan Haraldsson och bandet var komplett.
Gruppens första EP, Northern Cross, gavs ut i september 2020. I april året efter släppte Evermore sin fullängdsdebut Court of the Tyrant King. Liksom med EP:n stod bandet själva för inspelning och distribution; dock skulle deras framtida skivbolag Scarlet Records komma att återutge albumet under 2022.
Evermores andra studioalbum, In Memoriam, släpptes i april 2023 på Scarlet Records och föregicks av singeln "Forevermore" med tillhörande musikvideo.

## Bandmedlemmar
- Johan Karlsson – gitarr, basgitarr, piano, orkestrering (2016– )
- Andreas Vikland – trummor, bakgrundssång (2016– )
- Johan Haraldsson – sång (2019– )

## Diskografi

### Studioalbum
- Court of the Tyrant King (2021)
- In Memoriam (2023)

### EP
- Northern Cross (2020)